# Церква Успіння Пресвятої Богородиці (Кошилівці)
Церква Успіння Пресвятої Богородиці в Кошилівцях — однойменні парафії і храми греко-католицької та православної громад у селі Кошилівці Чортківського району Тернопільської области.

## Історія церкви
Перша дерев'яна церква, збудована за часів Богдана Хмельницького, була однією з найстаріших в окрузі. На її місці у 1849 році збудували муровану, яка зараз є пам'яткою архітектури місцевого значення.
До 1946 року парафія належала до УГКЦ. З 1949 по 1990 рік вона перебувала в юрисдикції РПЦ. З 1965 по 1989 рік храм був закритий державною владою.
У 1990 році село розділилося на громади УГКЦ і УАПЦ. Храм перейшов до громади УАПЦ (нині ПЦУ), і вірні УГКЦ були змушені відвідувати богослужіння в сусідніх селах.
У 2003 році для потреб громади УГКЦ у приміщенні старої школи освятили богослужбову капличку.
Будівництво нової церкви розпочалося у 2003 році та тривало до 2011 року. Проєкт розробив архітектор Йосип Кулик.
23 жовтня 2011 року новозбудовану церкву освятив владика Бучацької єпархії Димитрій Григорак. Це був перший храм, освячений ним після його хіротонії.
У червні 2013 року на парафії відбулася Свята Місія, яку проводили отці Редемптористи зі Львова.

## Парохи
УГКЦ
- о. Григорій Ковч (1908—1918),
- о. Антін Наконечний (1922—1932),
- о. Іван Коник (1933—1944),
- о. Клим (1944—1949),
- о. Іван Полевий (з 2001).

ПЦУ
- о. Леонід Горошко — нині[3].